# Sporophila simplex
El espiguero simple o semillero simple (Sporophila simplex) es una especie de ave paseriforme de la familia Thraupidae perteneciente al numeroso género Sporophila. Es nativo del noroeste de América del Sur. 

## Distribución y hábitat
Se distribuye a lo largo de la cordillera de los Andes desde el sur de Ecuador (Azuay) hasta el oeste de Perú (Ica).
Esta especie es considerada de poco común a localmente bastante común en sus hábitats naturales, los matorrales áridos, claros arbustivos y áreas cultivadas en las laderas andinas bajas, principalmente en los valles intermontanos, en mesetas, mayormente entre 600 y 1900 m de altitud.

## Sistemática

### Descripción original
La especie S. simplex fue descrita por primera vez por el ornitólogo polaco Władysław Taczanowski en 1874 bajo el nombre científico Spermophila simplex; la localidad tipo es: «Lima, Perú».

### Etimología
El nombre genérico femenino Sporophila es una combinación de las palabras del griego «sporos»: semilla, y  «philos»: amante; y el nombre de la especie «simplex» es una palabra del latín que significa «simple, liso».

### Taxonomía
Los datos presentados por los amplios estudios filogenéticos recientes demostraron que la presente especie es hermana de Sporophila telasco y el par formado por ambas es hermano de S. peruviana, y que el  clado resultante es próximo de Sporophila leucoptera.
Es monotípica.